# Michael Moller
Michael John Moller, dit Mike Moller (né le 16 juin 1962 à Calgary, dans la province de l'Alberta au Canada) est un joueur canadien de hockey sur glace.

## Carrière de joueur
Durant sa carrière junior, il a été nommé deux fois sur la 1re équipe d'étoiles grâce à ses talents offensifs. Il fit ses débuts professionnels à la fin de la saison 1980-1981 avec les Sabres de Buffalo. Par contre, il retourna une autre saison dans les juniors. Il participa en 1982 au Championnat du monde junior de hockey en compagnie de son frère Randy Moller. Il marqua le but gagnant face à la Tchécoslovaquie, ce qui permit au Canada de gagner la médaille d'or.
Au niveau professionnel, il joua quelques saisons dans la Ligue nationale de hockey, mais aussi dans la Ligue américaine de hockey. Après une saison avec l'équipe nationale canadienne, il rejoint les Whalers de Binghamton pour quelques parties avant d'accrocher définitivement ses patins.

## Statistiques
| Saison     | Équipe                       | Ligue      |     | Saison régulière | Saison régulière | Saison régulière | Saison régulière | Saison régulière |   | Séries éliminatoires | Séries éliminatoires | Séries éliminatoires | Séries éliminatoires | Séries éliminatoires |
| Saison     | Équipe                       | Ligue      | PJ  | B                | A                | Pts              | Pun              | PJ               | B | A                    | Pts                  | Pun                  |                      |                      |
| 1979-1980  | Broncos de Lethbridge        | LHOu       | 72  | 30               | 41               | 71               | 55               | 4                | 0 | 6                    | 6                    | 0                    |                      |                      |
| 1980-1981  | Broncos de Lethbridge        | LHOu       | 70  | 39               | 69               | 108              | 71               | 9                | 6 | 10                   | 16                   | 2                    |                      |                      |
| 1980-1981  | Sabres de Buffalo            | LNH        | 5   | 2                | 2                | 4                | 0                | 3                | 0 | 1                    | 1                    | 0                    |                      |                      |
| 1981-1982  | Broncos de Lethbridge        | LHOu       | 49  | 41               | 81               | 122              | 38               | 12               | 5 | 12                   | 17                   | 9                    |                      |                      |
| 1981-1982  | Sabres de Buffalo            | LNH        | 9   | 0                | 0                | 0                | 0                | -                | - | -                    | -                    | -                    |                      |                      |
| 1982-1983  | Americans de Rochester       | LAH        | 10  | 1                | 6                | 7                | 2                | 11               | 2 | 4                    | 6                    | 4                    |                      |                      |
| 1982-1983  | Sabres de Buffalo            | LNH        | 49  | 6                | 12               | 18               | 14               | -                | - | -                    | -                    | -                    |                      |                      |
| 1983-1984  | Sabres de Buffalo            | LNH        | 59  | 5                | 11               | 16               | 27               | -                | - | -                    | -                    | -                    |                      |                      |
| 1984-1985  | Americans de Rochester       | LAH        | 73  | 19               | 46               | 65               | 27               | 5                | 1 | 1                    | 2                    | 0                    |                      |                      |
| 1984-1985  | Sabres de Buffalo            | LNH        | 5   | 0                | 2                | 2                | 0                | -                | - | -                    | -                    | -                    |                      |                      |
| 1985-1986  | Oilers de la Nouvelle-Écosse | LAH        | 62  | 16               | 15               | 31               | 24               | -                | - | -                    | -                    | -                    |                      |                      |
| 1985-1986  | Oilers d'Edmonton            | LNH        | 1   | 0                | 0                | 0                | 0                | -                | - | -                    | -                    | -                    |                      |                      |
| 1986-1987  | Oilers de la Nouvelle-Écosse | LAH        | 70  | 14               | 33               | 47               | 28               | 1                | 0 | 0                    | 0                    | 0                    |                      |                      |
| 1986-1987  | Oilers d'Edmonton            | LNH        | 6   | 2                | 1                | 3                | 0                | -                | - | -                    | -                    | -                    |                      |                      |
| 1987-1988  | Oilers de la Nouvelle-Écosse | LAH        | 60  | 12               | 31               | 43               | 14               | 5                | 3 | 0                    | 3                    | 0                    |                      |                      |
| 1988-1989  | Équipe Nationale canadienne  | Intl.      | 58  | 18               | 16               | 34               | 18               | -                | - | -                    | -                    | -                    |                      |                      |
| 1989-1990  | Whalers de Binghamton        | LAH        | 12  | 1                | 2                | 3                | 6                | -                | - | -                    | -                    | -                    |                      |                      |
| Totaux LNH | Totaux LNH                   | Totaux LNH | 134 | 15               | 28               | 43               | 41               | 3                | 0 | 1                    | 1                    | 0                    |                      |                      |

### Statistiques en équipe nationale
| Année | Compétition |   | PJ | B | A  | Pts | Pun           |                  | Résultats |
| 1982  | CM Jr.      | 7 | 5  | 9 | 14 | 4   | Médaille d'or | Équipe d'étoiles |           |

### Équipes d'étoiles et Trophées
- 1981 et 1982 : nommé dans la 1re équipe d'étoiles de la Ligue de hockey de l'Ouest.
- 1982 : remporta le Trophée Brad Hornung.
- 1982 : nommé dans l'équipe d'étoiles du Championnat du monde junior de hockey sur glace.

## Carrière d'entraîneur
Il a occupé le poste d'entraîneur-adjoint avec les Rebels de Red Deer de la Ligue de hockey de l'Ouest durant deux saisons (1993-1994 et 1994-1995).

## Parenté dans le sport
- Frère de l'ancien hockeyeur Randy Moller.